# Яблонька (Ивано-Франковская область)
Я́блонька (укр. Яблунька) — село в Солотвинской поселковой общине Ивано-Франковского района Ивано-Франковской области Украины.
Население по переписи 2001 года составляло 1906 человек. Занимает площадь 25 км². Почтовый индекс — 77742. Телефонный код — 03471.